# Tunnfilmstransistor

Olika typer av tunnfilmskonstruktioner.

TFT LCD-skärmar kontrolleras av unipolära tunnfilms-transistorer (FET), vilket möjliggör högsta bildkvalitet på datorskärmar och bärbara datorskärmar.
TFT står för Thin Film Transistor, som är en typ av FET-transistor som främst används i aktiv-matris flytande kristallskärmar. En karakteristisk egenskap hos denna transistor är att de är monterade på ett gemensamt glassubstrat, vilket skiljer dem från vanliga transistorer som vanligtvis är monterade på kiselsubstrat.